# Tingena xanthomicta
Tingena xanthomicta är en fjärilsart som först beskrevs av Edward Meyrick 1916b.  Tingena xanthomicta ingår i släktet Tingena och familjen praktmalar. Inga underarter finns listade i Catalogue of Life.